# Neafie & Levy

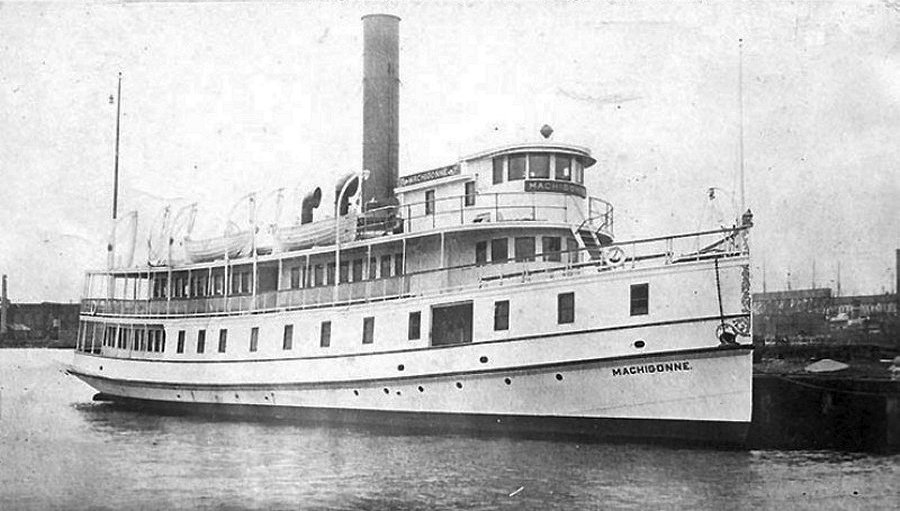
Die Fähre Yankee (1907) von Neafie & Levy, hier zu sehen während ihrer Hochphase, ist immer noch funktionstüchtig.

Neafie & Levy Ship & Engine Building Company, allgemein als Neafie & Levy bekannt, war ein US-amerikanisches Schiffs- und Maschinenbauunternehmen aus Philadelphia, das von Mitte des 19. bis Anfang des 20. Jahrhunderts existierte. Neafie & Levy gilt als „erster sich spezialisierender Schiffbauer“ in den Vereinigten Staaten und war wahrscheinlich das erste Unternehmen in dem Land, das den Bau von Eisenschiffen mit der Herstellung von Dampfmaschinen zu ihrem Antrieb kombinierte. Das Unternehmen fungierte in seinen frühen Jahren auch als größter Lieferant von Schraubenpropellern für andere nordamerikanische Schiffsbauunternehmen. In den frühen 1870ern erreichte es seinen Höhepunkt und war Philadelphias geschäftigster und am stärksten kapitalisierte Schiffsbauer.
Nach dem Tod eines seiner Eigentümer, John P. Levy, im Jahr 1867, wuchs das Unternehmen eher konservativ und entwickelte sich zu einem Nischen-Schiffsbauer für kleinere hochwertige Schiffe wie etwa Dampfyachten und Schlepper. Wenige Jahre nach der Pensionierung und dem Tod des Gründers und langjährigen Geschäftsführers Jacob Neafie 1898, ging es mit dem Unternehmen durch eine Folge von mittelmäßiger Unternehmensführung, schlechter Außenwahrnehmung und unrentablen US-Navy-Verträgen immer weiter bergab.
Zu den bemerkenswertesten von der Firma gebauten Schiffen gehörte das erste U-Boot der US Navy, die USS Alligator, und der erste Zerstörer USS Bainbridge von 1899. Mehrere der gebauten Schiffe, wie etwa die Schlepper Jupiter und Tuff-E-Nuff (bis 2007) und die Fähre Yankee sind heute, über 100 Jahre nach ihrer Inbetriebnahme, immer noch im Dienst. Insgesamt baute das Unternehmen in seiner 63-jährigen Geschichte mehr als 300 Schiffe und 1.100 Dampfmaschinen für die Seefahrt, zusätzlich zur nichtmarinen Fertigung, die Kühlanlagen und Ausrüstung für die Zuckerfabrikation umfasste.